# Ивановка (Пилюгинский сельсовет)
Ивановка — село в Бугурусланском районе Оренбургской области России в составе Пилюгинского сельсовета.
Находится примерно в 38 километрах по прямой на юг-юго-восток от центра города Бугуруслана.
Село основано помещиком, названа по его имени. По местным преданиям часть крепостных была обменена на собак из своры помещика.

## Население
| 2010 |
| ---- |
| 245  |

В 2002 году население составляло 375 человек (русские 76 %).